# تياجو ميسكيتا
تياجو ميسكيتا (23 نوفمبر 1990 بفيلا نوا د فاماليساو في البرتغال - ) هو لاعب كرة قدم برتغالي في مركز الدفاع. شارك مع منتخب البرتغال تحت 19 سنة لكرة القدم ومنتخب البرتغال تحت 20 سنة لكرة القدم. أما مع النوادي، فقد لعب مع ديبورتيفو ألافيس ونادي بوافيشتا ونادي ريبيراو ونافال وديسبورتيفو تروفينسي ونادي فريموند ‏.

## وصلات خارجية
- تياجو ميسكيتا على موقع قاعدة بيانات كرة القدم.إي يو (الإنجليزية)
- تياجو ميسكيتا على موقع Soccerway.com (الإنجليزية)